# Потоки (Звенигородський район)
По́токи — село в Україні, у Катеринопільській селищній громаді Звенигородського району Черкаської області. Населення становить понад 200 осіб.

## Інше
Село межує з селами Лисича Балка, Надлак та Кобилянка. На території села протікає річка Велика Вись.